# Vườn quốc gia Jasmund
Vườn quốc gia Jasmund là một khu vực bảo tồn thiên nhiên trên bán đảo Jasmund, phía đông bắc của đảo Rügen thuộc Mecklenburg-Vorpommern, Đức. Khu vực này nổi tiếng với những vách núi đá phấn lớn nhất Đức, được gọi là Königsstuhl (nghĩa là "ngai vàng của vua"). Những vách đá có độ cao lên đến 161 mét trên biển Baltic. Các khu rừng sồi yên tĩnh phía sau vách đá cũng là một phần của vườn quốc gia.
Bao gồm chỉ 30 km ², đây là vườn quốc gia nhỏ nhất của Đức. Vườn quốc gia này được thành lập năm 1990 bởi chính phủ cuối cùng của Đông Đức trước khi thống nhất nước Đức. Ngày 25 tháng 6 năm 2011, rừng sồi trong vườn quốc gia đã được bổ sung vào danh sách Di sản thế giới của UNESCO như một phần mở rộng của Rừng sồi nguyên sinh của Carpath và rừng sồi cổ của Đức.

## Vách đá phấn
Các vách đá liên tục chịu sự ăn mòn xâm thực của nước biển. Trong mỗi cơn bão, một số phần vách đá rơi xuống, bao gồm cả đá và hóa thạch của hải miên, hàu và nhím biển.
Phần hùng vĩ nhất của các vách đá là vách đá là Königsstuhl (ngai vàng của vua) cao 118 mét. Một trong những phong cảnh đẹp nhất và nổi tiếng nhất của phần đá phiến trồi lên khỏi mặt nước biển, Klinken Wissower (vách đá Wissower), sụp đổ xuống biển Baltic vào ngày 24 tháng 2 năm 2005 trong một vụ lở đất gây ra bởi điều kiện thời tiết khiến tan băng. Các khung cảnh và vách đá này là chủ đề của bức tranh nổi tiếng Chalk Cliffs trên Rügen, do họa sĩ Đức thế kỷ 19 David Caspar Friedrich vẽ.

## Động thực vật
Do đặc điểm địa chất đặc biệt của Vườn quốc gia Jasmund, đây là nơi có nhiều loài thực vật quý hiếm. Trong khu rừng của Stubnitz phía sau vách đá, có rất nhiều hang và hốc đầy nước, hầu hết trong số đó đã tồn tại dưới dạng lỗ băng hà. Một loạt các loài thực vật được tìm thấy trong khu vực này, ví dụ như Alnus glutinosa, Táo dại châu Âu, Sorbus torminalis, Thanh tùng châu Âu và các loài Họ Lan (như Cypripedium calceolus).
Về động vật, vườn quốc gia có sự phong phú các loài chim biển bao gồm Đại bàng đuôi trắng, Bồng chanh, Nhạn hông trắng Siberi và Cắt lớn.